# Petr Nečas
Petr Nečas (Uherské Hradiště, 1964. november 19. –) politikus, a Cseh Köztársaság lemondott miniszterelnöke. A Polgári Demokrata Párt korábbi elnöke, a párt politikusaként Václav Klaus és Mirek Topolánek után a harmadik kormányfő.
Nečas a független Cseh Köztársaság harmadik legtovább hivatalban lévő kormányfője, s egyúttal a harmadik, aki átlépte az ezer napos hivatali időt (1078 nap). Ezen a listán csak a hivatali ideje alatt szolgáló két köztársasági elnök, Klaus (2010 nap) és Miloš Zeman (1451 nap) előzi meg.

## Életrajza
Uherské Hradiště-ben született 1964. november 19-én. Itt végezte gimnáziumi tanulmányait 1979 és 1983 között, majd a brnói Univerzita Jana Evangelisty Purkyně v Ústí nad Labem felsőoktatási intézményben szerzett diplomát 1988-ban. Ettől kezdve 1992-ig a Tesla Rožnov intézetben dolgozott a végzettsége szerint plazmafizikus Nečas, mint a kutatási és fejlesztési mérnök. Nečas a feleségét 18 évesen ismerte meg tanulmányai során, de később a házasságuk hosszú ideig válságban volt, ezért Radka Nečasovával szemben megkezdődött a válóper, annak ellenére, hogy Nečas római katolikus. Négy gyermekük született, két fiú (Ondřej és Tomáš) és két lány (Tereza és Marie).

## Politikai pályafutása

### A miniszterelnökség előtt
Nečas 1991-től kezdve vállalt szerepet a cseh nagypolitikai életben. Alapító tagja az ekkor létrejött Polgári Demokrata Pártnak, s a 2000-es években már a párt megkerülhetetlen személyisége, Václav Klaus bizalmasa, 1992-től kezdve folyamatosan parlamenti képviselő volt. Sokáig dolgozott a külügyi bizottságban, a NATO és a védelmi terület kiváló ismerőjének tartják. 1995-ben egy évre a védelmi miniszter első helyettesének tisztjét töltötte be, majd 1997-ben felesége ellenzésére, Nečas nem fogadta el a belügyminiszteri tárca vezetését. Mások szerint csupán megijedt a tisztségtől az ekkor 33 éves politikus. 1999-től a párt egyik alelnöke volt 2010. április 20-ig. Ekkortól kezdve 2013. június 17-ig a párt elnöke. 2006-ban a Polgári Demokratikus Párt koalíciós kormányt alakíthatott, amelyben Nečas miniszterelnök-helyettes, illetve munkaügyi és népjóléti miniszter lett.

### Miniszterelnöksége

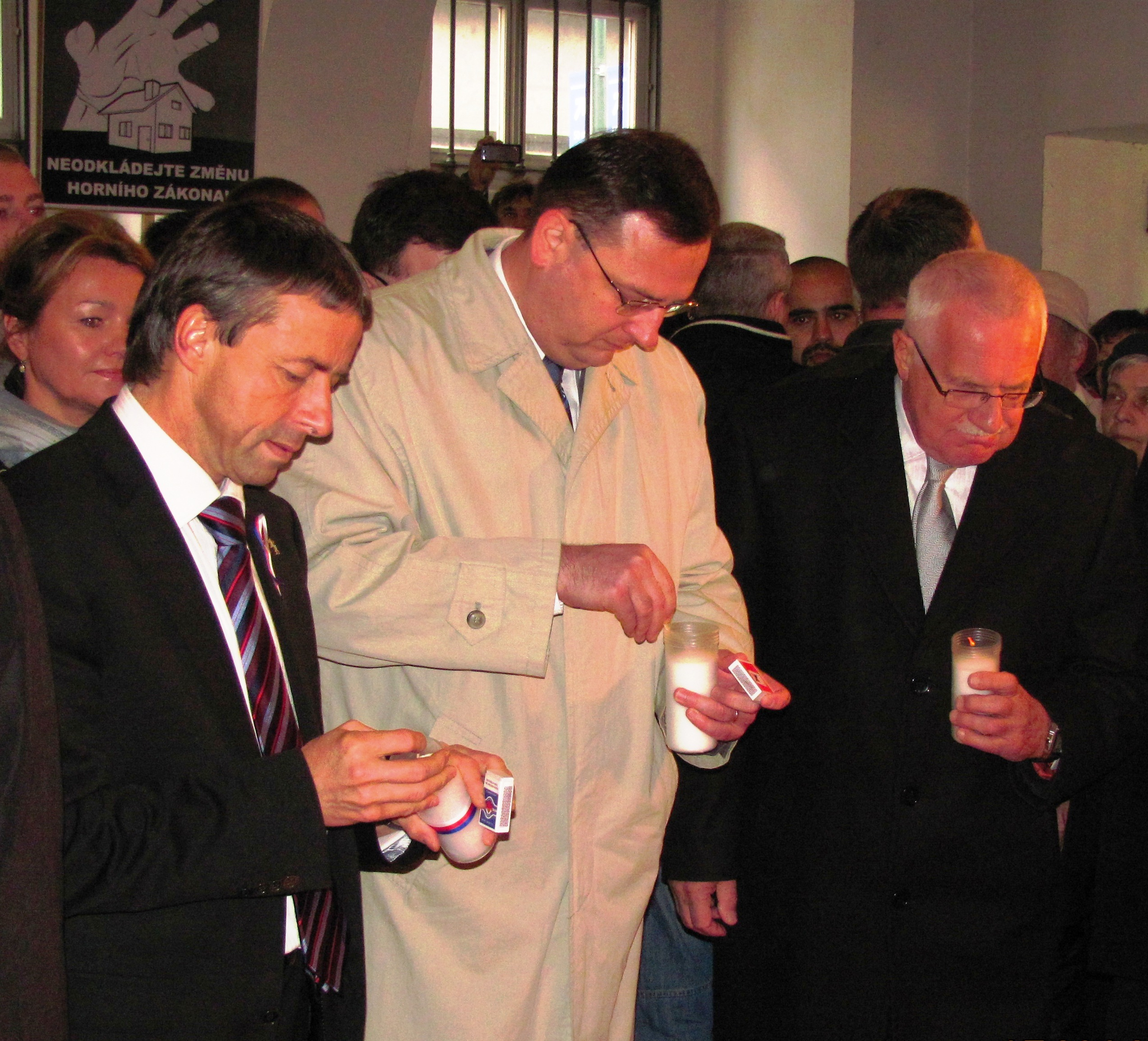
Petr Nečas jobbján Pavel Bém prágai polgármesterrel, balján Václav Klaus köztársasági elnökkel 2010-ben a bársonyos forradalomra való megemlékezés során

A sokak által szürke egyéniségnek vélt, a Nyugat és az Amerikai Egyesült Államok felé irányuló nézeteiről, korrupcióellenességéről és nagy műveltségéről számon tartott Nečast 2010. június 28-án nevezte ki kormányfővé Václav Klaus. Bár a Polgári Demokrata Párt nem nyerte meg a választásokat (második lett a Jiří Paroubek vezette Cseh Szociáldemokrata Párt mögött), de koalíciót tudott kötni a későbbi köztársaságielnök-jelölt, Karel Schwarzenberg által vezetett TOP 09-cel és a Radek John vezette Közügyekkel, így a 200 fős alsóházban 118 képviselő támogatta a kormányt. Klaus szerint „jó kezekbe került a kormányfői tisztség”, de megjegyezte, hogy a cseh belpolitika igen instabil, amit azzal támasztott alá, hogy „hét év alatt hat kormányfő aránylag sok. Ez nem vall valami rendkívüli stabilitásra”. Nečas kormánya ekkor még nem volt teljes, de csupán néhány minisztérium sorsa volt már kérdéses. A kormányfő szerint a koalíciót július 7-ig kell teljesen stabilizálni, s kormánya legfontosabb feladata a gazdasági problémák megoldása. Ígérete szerint 2011-re a kormány 5,3%-ról 4,9-re csökkenti a költségvetés hiányát. Június 30-án eldőlt, hogy a Nečas-kabinet 15 tagból áll, a korábbi, Mirek Topolánek által vezetett kormányból Schwazenberg (külügy), Miroslav Kalousek (pénzügy) és Jiří Pospísil (igazságügy) ugyanazokat a miniszteri tisztségeket töltik be. A kormányban egyetlen nő sem kapott szerepet.
Kevesebb mint egy hónappal kinevezése után Nečas az Iveta Radičová szlovák miniszterelnöknővel tartott megbeszélése után élesen bírálta az Orbán-kormány által elfogadott, 2011-től érvényes magyar állampolgársági törvényt. „Meggyőződésünk, hogy az egyoldalú lépések - ebben az esetben a Magyar Köztársaság részéről - nem járulnak hozzá a Magyar Köztársaság és a Szlovák Köztársaság kétoldalú kapcsolatainak megszilárdításához, sem a régió stabilitásához.” Kijelentette, hogy a Cseh Köztársaság kormányának hivatalos álláspontja Klaus véleményével esik egybe.

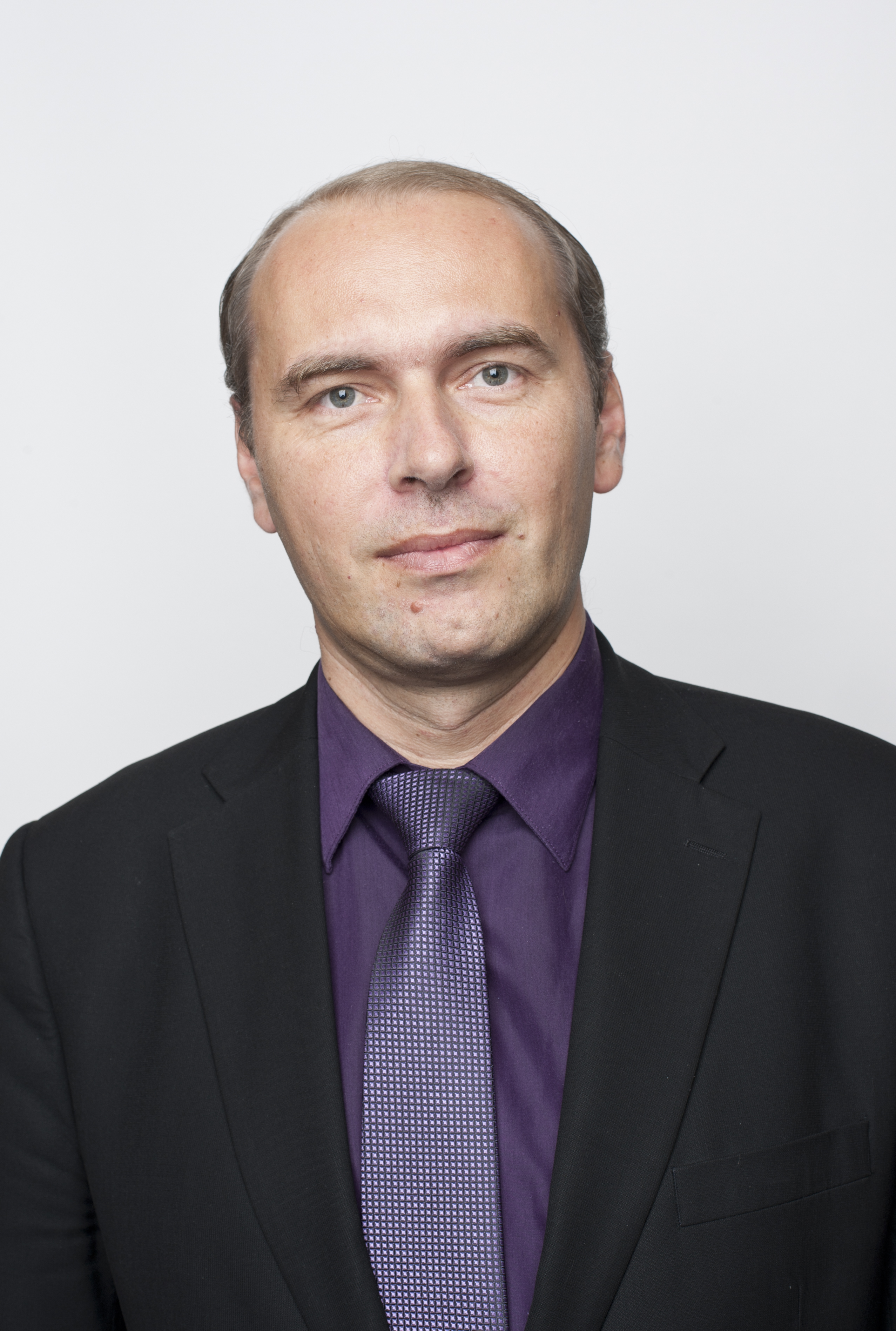
Libor Michalek

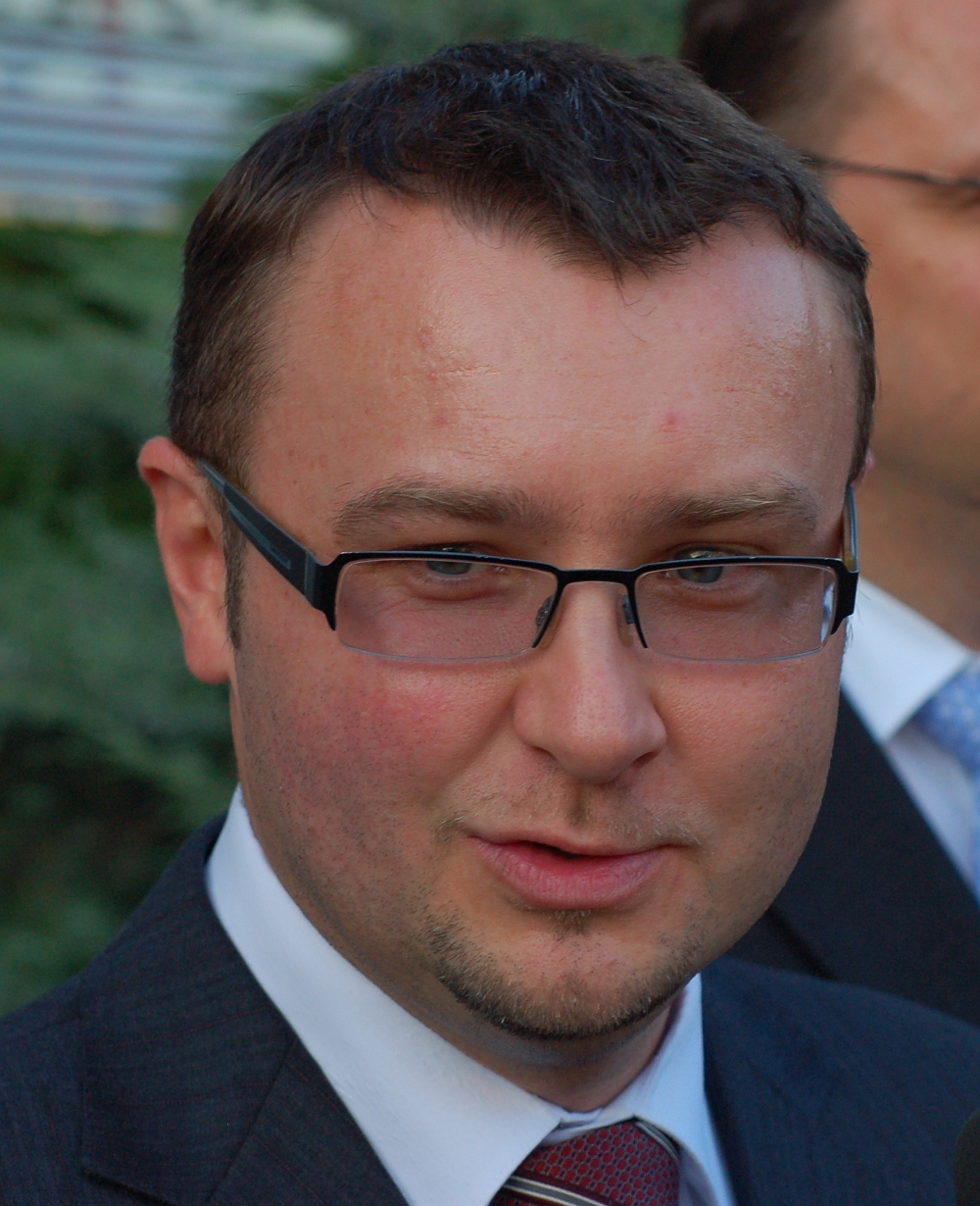
Pavel Drobil

2010. december 21-én a Cseh Szociáldemokrata Párt bizalmatlansági indítványa miatt szavazást tartottak a parlament alsóházában a Nečas-kormány sorsáról, de a kabinet folytathatta hivatalát. Az ügy kapcsolatban van az állami környezetvédelmi alappal és a prágai szennyvíztisztító telep tervezett korszerűsítésével. Libor Michálek, az alap munkatársa kenőpénz elfogadására kapott ajánlatokat, amelyekről az érintett hangfelvételt készített, s a kormány segítségét kérte az ügy felderítésére. A felvételeket a Mladá Fronta Dnes című napilap hozta nyilvánosságra. A kormányfő, aki ekkor Brüsszelben tartózkodott, azt mondta, hogy amikor erről tudomást szerzett, akkor utasította Pavel Drobil környezetvédelmi minisztert, hogy Micháleket küldje el a rendőrségre. A Közügyek vezetője, a belügyminiszter Radek John leváltotta Micháleket, követelte a prágai rendőrparancsnok Oldrich Martinu távozását s meglebegtette a koalícióból való kilépés lehetőségét, amely azonban nem történt meg. Drobil az eset hatására lemondott, amely az első személyi változás volt a Nečas vezette koalíciós kormányban.
2011. április 26-án a második bizalmatlansági indítványt is túlélte a Petr Nečas vezette kormány. Az ismét a Cseh Szociáldemokrata Párt általi kezdeményezés alapját a koalíció stabilitásának megrendülése adta. Nečas továbbította Vít Bárta közlekedési miniszter lemondási szándékát Klausnak, amelyet a korrupciós ügyeinek hatására fogalmazott meg, s ezzel együtt javasolta a Közügyek másik két miniszterének, Radek John belügy- és Josef Dobes oktatási miniszter leváltását is. John helyét a független Jan Kubice vette át, míg Dobes megtarthatta tisztségét. John maradt a kormány alelnöke. Az indítvány körüli hétórás vitát a Cseh Televízió élőben adta.
2011. június 16-án a cseh közlekedési dolgozók egynapos sztrájkot tartottak, miután Nečas elutasította a reformok leállítását, s csupán azok módosítását tartotta elképzelhetőnek. A kormány tervei szerint megvonnák a dolgozók utazási kedvezményeit, évi tízezer korona értékű ételutalványukat, évi hatezer korona értékű nyugdíjbefizetésüket, továbbá 15-ről 19 százalékra emelné a személyijövedelem-adót és két év alatt 10-ről 17,5 százalékra az áfát. Klaus emiatt elhalasztotta 70. születésnapjának megünneplését, míg Nečas nem utazott el a V4-ek kormányfőinek pozsonyi találkozójára.
2012. március 20-án a cseh parlament 113:85 arányban elutasította a Cseh Szociáldemokrata Párt harmadik bizalmatlansági indítványát is.
2012. július 18-án a negyedik bizalmatlansági indítvány sem tudta megbuktatni a Nečas vezette kabinetet. Ennek kiváltó oka Miroslav Kalousek pénzügyminiszter távozásának kikényszerítése. A Cseh Szociáldemokrata Párt véleménye szerint Kalousek nem maradhat tovább hivatalában, mivel a képviselőház kiadta a rendőrségnek Vlasta Parkanovát, az alsóház alelnökét, a CASA gépek beszerzésének idején hivatalban lévő védelmi minisztert. Kalousek azonban mindvégig határozottan védte az alelnököt, szerinte a hatóság „kommunista titkosszolgálati módszereket használ”. A szavazás során a részt vevő 178 képviselő 89:89 arányban szavazott, ami a kormány túlélését jelentette.

### Lemondása
A 2013 júniusában kirobbant a cseh korrupciós botrány, melynek során a cseh rendőrség és a hírszerzés három korábbi demokrata képviselő (Marek Snajdr, Petr Tluchor és Ivan Fuksa), illetve két prágai lobbista (Ivo Rittig és Roman Janousek) ellen is nyomozást indított, amely ügyek Jana Nagyova kabinetfőnök és Nečas szeretője személye körül fonódtak össze. A kormányfő a lemondás lehetőségét elutasította, s a rendőrséget és a médiát megvádolta azzal, hogy „fatálisan megsértette a Cseh Köztársaság érdekeit”. A belpolitikai válságban csupán Miroslav Kalousek pénzügyminiszter állt ki nyíltan a miniszterelnök mellett. Miloš Zeman államfő találkozott a kormányfőn kívül Martin Cervícek országos rendőrfőkapitánnyal, Bohuslav Sobotkával, az ellenzéki Cseh Szociáldemokrata Párt (CSSD) elnökével, az igazságügyi miniszterrel és az államügyészekkel. Az elnöki sajtó közleménye szerint a megbeszélések tartalma Zeman és a résztvevők közös ügye. Ennek ellenére a miniszterelnök 2013. június 17-én lemondott hivataláról.
A kormányfői tisztség betöltésére szinte azonnal jelentkezett Martin Kuba, Nečas pártjának első alelnöke, aki szerint a kormányzó pártok érdeke is a koalíció fenntartása. A következő miniszterelnök és kormány számára (mivel a kormányfő távozása a kormány bukásával jár) Miloš Zeman adott kinevezést. A következő kabinet felállításáig Nečas ügyvezető miniszterelnökként tevékenykedett. Zeman fogadta a parlamenti pártok vezetőit a helyzet mielőbbi megoldásáért. Vélemények szerint Kuba mellett Jiří Pospísilnak (volt igazságügyi miniszter) és Zbynek Stanjurának (közlekedésügyi miniszter) lehetett esélye a kormányfői tisztségre. Egy cseh napilap szerint Nečast is megvádolhatja a rendőrség hatalommal való visszaéléssel és korrupcióval. Egy cseh közvélemény-kutatás szerint Nečas lemondásával a megkérdezettek négyötöde egyetértett. Zeman köztársasági elnök kijelentette, hogy ő szakértői kormány kinevezését véli az adott helyzet legjobb lezárásának. 2013. június 25-én pedig Zeman kinevezte Jiří Rusnokot, a szociáldemokrata közgazdász-politikust, aki közeli munkatársa is, ráadásul egykori kormányában pénzügyminiszter volt.

### Elméletek a bukására
Miután 2014 őszén kirobbant Magyarországon az André Goodfriend által vezetett ún. amerikai kitiltási botrány, amely a NAV vezetőségét is érintette, a volt cseh államfő Václav Klaus szóvivője, Petr Hájek az M1 Híradó című műsorának azt nyilatkozta, hogy az Egyesült Államok ugyanazt az eltávolítási modellt akarja alkalmazni Magyarországon Orbán Viktor ellen, melyet korábban Nečas ellen is alkalmazott. Állítása szerint ennek lényege, hogy a washingtoni akarattól függetlenül cselekvő, vagy éppen azzal szembemenő kormányzatot korrupciós botrányok belebegtetésével hiteltelenné teszik, a társadalomban feszültséget keltenek, majd egy puccsal eltávolítják. Véleménye szerint Nečas esetében a kiváltó ok az volt, hogy a temelini atomerőmű-bővítési tenderen nem engedte verseny nélkül nyerni az amerikai pályázót.

## Fordítás
- Ez a szócikk részben vagy egészben  a   Petr Nečas című angol Wikipédia-szócikk fordításán alapul.  Az eredeti cikk szerkesztőit annak laptörténete sorolja fel. Ez a jelzés csupán a megfogalmazás eredetét és a szerzői jogokat jelzi, nem szolgál a cikkben szereplő információk forrásmegjelöléseként.